# 1212
| 1212               |
| ------------------ |
| Dødsfald - Fødsler |
|                    |

| Gregoriansk kalender | 1212 MCCXII             |
| Ab urbe condita      | 1965                    |
| Armensk kalender     | 661 ԹՎ ՈԿԱ              |
| Kinesiske kalender   | 3908 – 3909 辛未 – 壬申 |
| Etiopisk kalender    | 1204 – 1205             |
| Jødisk kalender      | 4972 – 4973             |
| Hindukalendere       |                         |
| - Vikram Samvat      | 1267 – 1268             |
| - Shaka Samvat       | 1134 – 1135             |
| - Kali Yuga          | 4313 – 4314             |
| Iransk kalender      | 590 – 591               |
| Islamisk kalender    | 608 – 609               |

Konge i Danmark: Valdemar Sejr 1202-1241
Se også 1212 (tal)

## Begivenheder
- 10. juli - en voldsom brand hærger London, og det meste af byen ødelægges
- 16. juli - slaget ved Las Navas de Tolosa bliver vundet af de samlede, kristne kongeriger over en stor, muslimsk hærstyrke

## Dødsfald
- 12. maj - Dronning Dagmar